# Голден Сити (Мисури)
Голден Сити (енгл. Golden City) град је у америчкој савезној држави Мисури.

## Демографија
По попису из 2010. године број становника је 765, што је 119 (-13,5%) становника мање него 2000. године.
| Група             | 2000.       | 2010.       |
| Белци             | 835 (94,5%) | 730 (95,4%) |
| Афроамериканци    | 0 (0,0%)    | 1 (0,1%)    |
| Азијати           | 4 (0,5%)    | 2 (0,3%)    |
| Хиспаноамериканци | 19 (2,1%)   | 11 (1,4%)   |
| Укупно            | 884         | 765         |